# Bad und Sport Oststadt

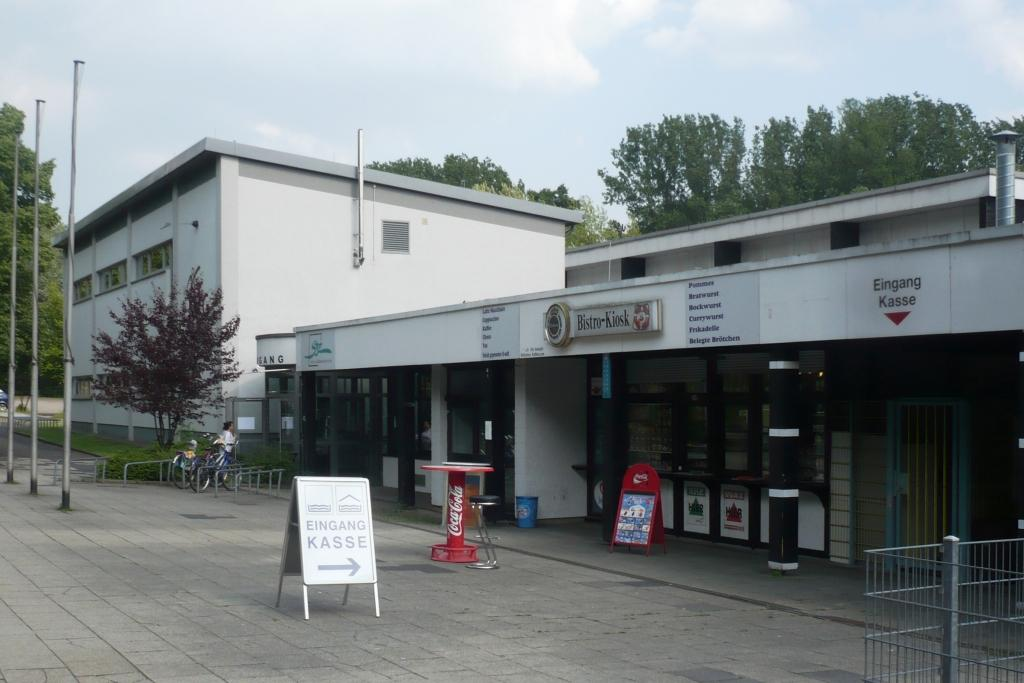
Eingangsbereich vor dem Umbau 2014

Bad und Sport Oststadt ist ein kombiniertes Hallen- und Freibad im Essener Stadtteil Freisenbruch mit angeschlossenem Gesundheitszentrum.

## Geschichte
Im südlichen Teil Freisenbruchs, angrenzend an die Wohnsiedlung Bergmannsfeld und auf Gebiet des ehemaligen Hofs Mecklenbeck, wurde im Frühjahr 1975 das Freibad eröffnet. Zwei Jahre später folgte das Hallenbad. 1980 wurde mit der Fertigstellung des Lehrschwimmbeckens der dritte Bauabschnitt der Öffentlichkeit übergeben. 2004 kam zusätzlich ein Sport- und Gesundheitszentrum des ortsansässigen Sportvereins MTG Horst-Essen hinzu. In Bezug dazu erhielt das Schwimmbad die Namensgebung Bad und Sport Oststadt. Im Jahr 2012 wurden rund 120.000 Besucher gezählt.
Im Juni 2013 schloss das Hallenbad wegen des Beginns grundlegender Sanierungsarbeiten. Mit den Umbaukosten von insgesamt 5,1 Millionen Euro wurden unter anderem der Eingangsbereich umgestaltet, die Wasseraufbereitungsanlage, die Heizung, die Belüftung und die Chloranlage modernisiert, die Beleuchtung sowie Fliesen und Böden erneuert, das Babybecken aktuellen Normen angepasst und eine Solaranlage auf dem Dach installiert, die auch das Wasser im Freibad beheizt. Am 2. Februar 2015 wurde das Bad für die Öffentlichkeit wiedereröffnet.
In der Ratssitzung vom 2. Juli 2025 wurde die Sanierung des Freibads für rund 24,8 Millionen Euro beschlossen. Darin enthalten sind der Neubau eines Kassenhauses, die Neugestaltung des Eingangsbereichs, ein Anbau an der Gastronomie, der Neubau des Toilettenhauses und der Neubau der Umkleiden und des Personalbereichs. Das 50-Meter-Becken wird zum kombinierten Sport- und Freizeitbecken umgestaltet und der Nichtschwimmerbereich unter anderem mit Planschbecken und Bachlauf neugestaltet.

## Die Anlage

### Freibad
Auf knapp 27.000 Quadratmetern befinden sich großflächige Liegewiesen sowie ein paar Sport- und Spielplätze. Darin eingeschlossen befinden sich vier Schwimmbecken. Das Schwimmerbecken, an dessen südlicher Seite eine stufige Sonnenterrasse grenzt, besitzt auf 21 Metern Breite Bahnen mit 50 Metern Länge, wobei die östliche Seite einen erhöhten Grund für Nichtschwimmer bietet. Daneben befindet sich ein 3,5 Meter tiefes, 8 mal 12 Meter großes Sprungbecken mit einem 1-Meter- und einem 3-Meter-Sprungbrett. Dicht dabei steht der Aufsichtsturm für den Bademeister. Etwas südwestlich dieser beiden Becken liegt ein 50 Meter langes und etwa 20 Meter breites Nichtschwimmerbecken mit Rutsche. Östlich des Schwimmerbeckens gibt es ein rundes Babybecken mit Spielplatz. Hinzu kommen separate Umkleiden für den Außenbereich, jedoch können bei kühlerer Witterung auch die Hallenbad-Umkleiden genutzt werden. Des Weiteren gehört zum Außenbereich ein Kiosk.

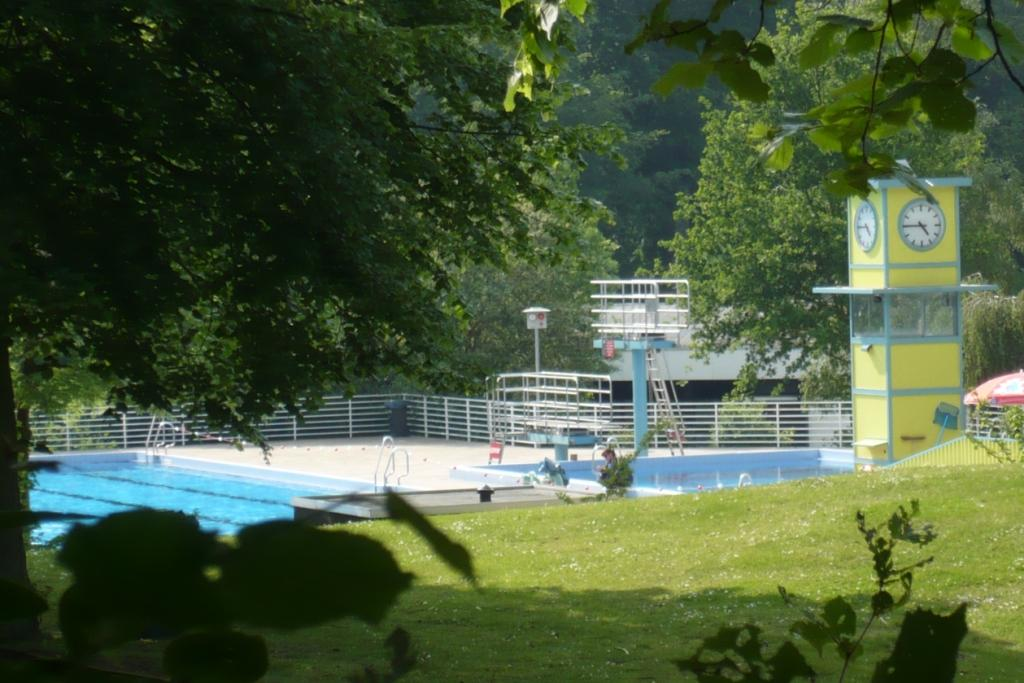
Sprungturm und Schwimmerbecken
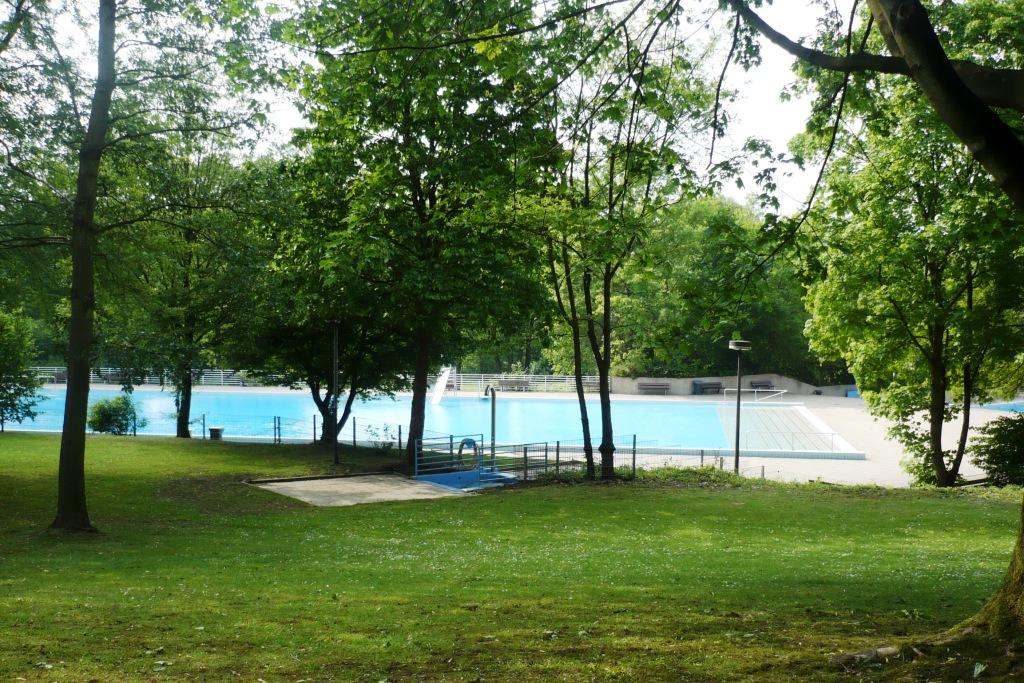
Nichtschwimmerbecken
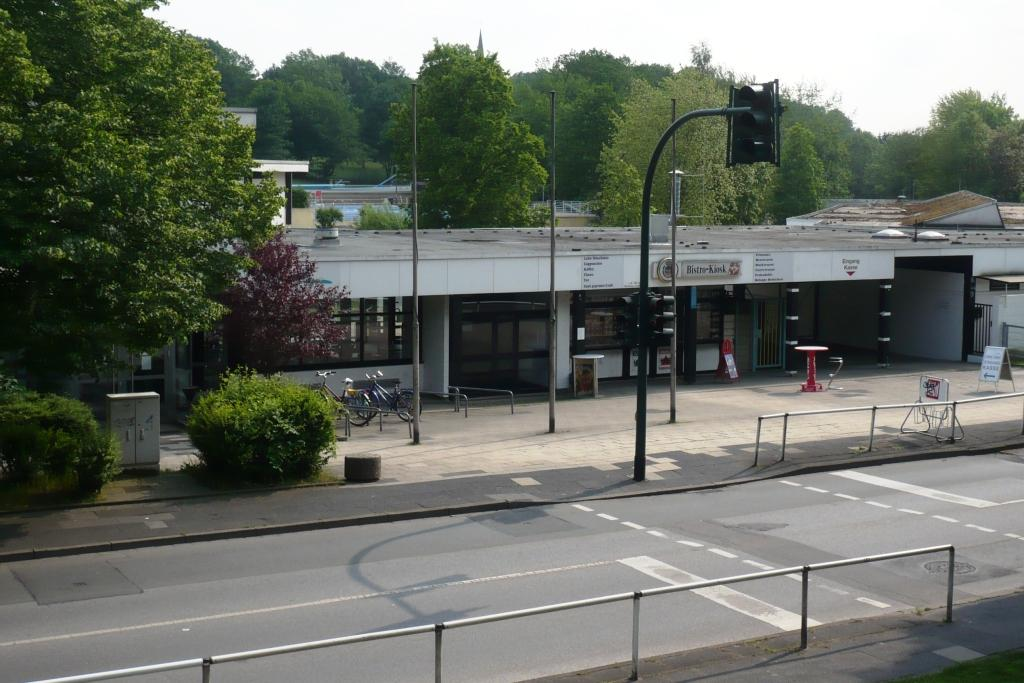
Eingangsbereich

### Hallenbad
Über eine Treppe vom Eingangsbereich her kommt man zu den Hallen-Umkleiden und danach ins Hallenbad. Dieses hat ein zehn Meter breites Mehrzweckbecken mit 25-Meter-Bahnen. Zusätzlich gibt es ein 12,5 mal 9 Meter großes Lehrschwimmbecken mit Rutsche, sowie ein rundes Planschbecken von 4,5 Metern Durchmesser. Dazu kommen zwei Solarien. Der Wasserkanal, der vom Innenbereich direkt ins Freibad führte, wurde bei den Sanierungsarbeiten in den Jahren 2013 bis 2015 durch einen Sport-Raum ersetzt.

## Verkehrsanbindung
Durch den S-Bahn-Haltepunkt Essen-Eiberg ist das Schwimmbad nahe mit der S-Bahn-Linie S1 verbunden. An eigener Bushaltestelle verkehren die Linien 164, 174 und 184 der Ruhrbahn.